# Dr.Web
Dr. Web es una suite de antivirus ruso. Fue lanzado en 1992 y se convirtió en el primer servicio antivirus en Rusia.
El software ofrece soluciones antivirus y antispam y es utilizado por [Yandex], proveedor de búsqueda más grande de Rusia, para analizar los archivos adjuntos de correo electrónico. También es un complemento para Firefox que comprueba los vínculos con la versión en línea del Dr. Web.

## Dr. Web Anti-virus
El Software antivirus Doctor Web incluye anti-rootkit, anti-spyware, escudo, componentes de correo de la web y cuenta con una interfaz de sistema de bandeja.
Analizadores de Dr. Web de consola de equipo están disponibles para MS DOS, OS/2 y Windows. Todos ellos utilizan el mismo módulo virus de equipo de la base de datos y búsqueda, que se actualizan cada hora. Analizadores de consola pueden instalarse en un PC infectado o pueden ejecutarse sin instalación.
Analizadores de consola de Dr. Web no utilizan el Registro del sistema Windows. Una barra de progreso se muestra en los analizadores de consola por defecto.

## Eficacia
Historia de Dr.Web las pruebas de laboratorio de pruebas de Anti-Malware: resultados de pruebas recientes de laboratorio de pruebas Anti-Malware
| Dr. Web version | Fecha      | Nombre de la prueba                    | Premio                                                                       | Resultados   |
| --------------- | ---------- | -------------------------------------- | ---------------------------------------------------------------------------- | ------------ |
| 5.0             | 02/16/2010 | tratamiento de las infecciones activas | Premio de tratamiento de Malware oro                                         | 81%          |
| 5.0             | 03/16/2009 | detección y falsa alarma               | Premio plata de protección proactiva                                         | 61% - 0.2%   |
| 5.0             | 01/16/2009 | prueba de autoprotección               | Premio platino de autoprotección (por delante de Avast! y Kaspersky)         | 100%         |
| 4.44            | 24/01/2008 | tratamiento de las infecciones activas | Premio platino de tratamiento de Malware (por delante de Avast! y Kaspersky) | 100%         |
| 4.44            | 11/01/2008 | pruebas antirootkit                    | Premio plata de protección Anti-Rootkit                                      | 5 of 8       |
| 4.44            | 03/20/2008 | detección de virus polimórficos        | Premio plata de protección Anti-Polimorficos                                 | 21 out of 33 |
| 4.33            | 08/15/2006 | Prueba de soporte de Paquetes          | Soporte de Paquetes plata                                                    | 76%          |